# 我與你的光年距離II
《我与你的光年距离2》為芒果TV及藍港影業合拍的奇幻愛情劇，2018年5月26日於深圳正式開機，由王以綸、許曉諾、張柏嘉、完颜洛绒主演。為網絡劇我與你的光年距離的續集，但劇情並無關聯。芒果TV于2018年12月16日首播。

## 播出时间
| 频道   | 国家 | 播映日期       | 时间 | 备注 |
| 芒果TV | 中国 | 2018年12月16日 |      |      |

## 剧情简介
一对恋人在2000年后以失忆少女和时间使者的身份相遇，立下神仆契约，寻找前世记忆并最终唤醒了千年之前的海誓山盟。

## 演员列表

### 主要演员
| 演员     | 角色        | 介绍 |
| 王以綸   | 葉故/蕭子桓 | 時間使者 已存活於世上兩千多年，擁有25歲的外貌和不死之軀，卻沒有任何記憶與感情，想向高層取回自己早年丟失的記憶，但被告知，將須耗費極大的代價交易。在一次的任務事故（誤碰撞到夏曦），誤讓自身產生功力失效疑慮。一次火災救援，誤讓一滴淚，掉入夏曦玉璇璣被其吸收，至此葉故變成夏曦的僕從，將隨叫隨到。最後和夏曦掉入時空裂縫，來到古代。 |
| 許曉諾   | 夏曦/趙綺羅 | 失憶少女/大學美術系學生 從二千年前,瞬移來到現代，經常會在白日夢游或誤穿空間的移動，鬧出另人困擾景象。每年的11月12日，都會回到原穿越來的地點守候。與姚馨在璟朝時期為遠房姐妹關係。最後和葉故掉入時空裂縫，來到古代。 |
| 張柏嘉   | 姚馨/曲華裳 | 考古學系教授 擁有二千年記憶與愛恨的癡情女子。次次在老譚的提醒下，每隔十幾年，就須更換一項職業與身份，以避免自身長生狀況洩漏。與葉故為舊識。與夏曦（綺羅）於璟朝為姐妹關係。最後和夏亦忱在一起。 |
| 完顏洛絨 | 夏亦忱      | 夏曦的哥哥/大學考古系碩士生 於當年的11月12日，誤與夏曦在馬路上相撞，致夏曦昏迷送醫，因查不出夏曦身份，建議父母將其收養在家。為自己事業，被考古系的父親硬逼回校修完碩士課程。最後和姚馨在一起。 |
| 鄭舒環   | 小優        | '夏曦的閨蜜/大學生/網購主持人 |
| 趙奐然   | 顧寧        | 叶故的管家 於電視上，看到小優，迷戀上，在一次跟監任務意外中，結識小優。 |
| 李俊鋒   | 楊牧        | 考古系高材生/留美海歸人士 五年前借故運用贗品偷盜古物，為了救已死的妻子近期又借國內預計開辦璟朝文物展覽，打算更廣泛的盜取古董文物。 |

## 网络剧原声带
| 曲序 | 曲目                   |                                                              | 作曲       | 演唱   |
| ---- | ---------------------- | ------------------------------------------------------------ | ---------- | ------ |
| 1.   | 未完的眷恋（主题曲）   | Red Anne / 汤包(汤明宪)@音乐霸（中文词）                     | Red Anne   | A-Lin  |
| 2.   | 在时间的转弯（片尾曲） | Red Anne / 陈学圣（中文词）                                  | Red Anne   | 黄燕玲 |
| 3.   | 极地温暖（插曲）       | 林乔 / 王以纶（rap词）                                       | 影帝       | 王以纶 |
| 4.   | 我喜欢（插曲）         | 黄茵琪、何佳娜                                               | 黄茵琪     | 许晓诺 |
| 5.   | 我与你的距离（插曲）   | KZ Kim Tae -Yeong / KZ Kim Tae -Yeong Nam Woo-Hyun（中文词） | 林乔、接靓 | 道道   |